# Santopadre
Santopadre település Olaszországban, Lazio régióban, Frosinone megyében. Lakosainak száma 1186 fő (2023. január 1.). Santopadre Casalattico, Colle San Magno, Fontana Liri, Roccasecca, Arpino és Rocca d’Arce községekkel határos.

## Népesség
A település lakossága az elmúlt években az alábbi módon változott:
| Lakosok száma | 1350 | 1325 | 1186 |
|               | 2017 | 2018 | 2023 |